# 贝尔纳维·布斯盖诺
贝尔纳维·布斯盖诺（Bernabe Buscayno），或译为贝尔纳韦·布斯凯诺，化名为丹特司令（Kumander Dante），是菲律宾共产党领导的新人民军的创立者。

## 早年
生于丹轆省卡帕斯的一个贫穷佃农家庭，是这个家庭的八个孩子之一。1960年代末，他母亲死于肺结核，他七岁的妹妹死于脑膜炎，他父亲于是将剩下的孩子送给别人收养。他割甘蔗为生。他领导了一场小起义，迫使地主增加工资。一位虎克军前成员招募17岁的他加入菲律宾共产党，他被赋予代名“丹特”（Dante）。

## 革命生涯
21岁时，丹特是一个职业革命家。23岁时，他成为Faustino del Mundo组织的县级指挥官。丹特招募了一些战士，加入了何塞·马利亚·西松（他于1968年12月26日重建菲律宾共产党）。丹特的团体于1969年3月29日正式成为新人民军。
1976年9月，他在“天蝎座行动”期间被逮捕，时年32岁。1977年11月25日，他及两名共同被告被军事委员会判处死刑。后来他被马科斯减刑。

## 晚年
1986年人民力量革命后，科拉松·阿基诺总统下令释放数百名政治犯，丹特是其中之一。1987年，丹特和其他一些左翼领导人一起组织了新爱国联盟。丹特尝试竞选参议员，但没有成功。同年，两名男子向他的车开枪。他的两名同伴死亡，另外两名受伤。他离开马尼拉，回到丹轆省卡帕斯从事农业，于1988年成立民生基金会-丹轆综合生计合作社。该合作社旨在帮助消除农民的贫困。然而，皮纳图博火山于1991年爆发，严重破坏了包括丹轆省在内的吕宋岛的大片土地。1994年，该合作社倒闭。1999年，土地改革部授予他和他的家庭七公顷土地的所有权证书。2000年，他成立丹轆综合农业现代化合作社，该合作社旨在促进农业生产从播种到收获的机械化。
对于共产主义运动，他说，“它真的被削弱了。”虽然他称之为“根本性的斗争”，至今仍然“正确”，但他不再相信武装斗争的首要性，认为它“徒劳无益且自取灭亡”，“原地踏步。”他说，他甚至在被俘虏前就意识到了这点。

## 影视形象
《丹特司令》是1980年代的菲律宾电影，由菲利普·萨尔瓦多（Phillip Salvador）出演丹特。